# Le porte di fuoco
(Incipit)
Le porte di fuoco (titolo originale Gates of Fire) è un romanzo storico di Steven Pressfield edito nel 1998 che racconta la battaglia delle Termopili attraverso gli occhi di Xeone, ilota spartano.

## Trama
Nel 480 a.C. in Grecia trecento Spartani e i loro alleati Tespiesi riescono a tenere in scacco per tre giorni un'armata di oltre un milione di Persiani, facendone strage. Solo a causa del tradimento di Efialte questi ultimi riescono alla fine ad avere ragione degli intrepidi guerrieri spartani, che ciononostante combattono fino alla morte, non accettando l'umiliazione della resa. Tra i corpi dei caduti spartani viene rinvenuto uno scudiero in armi ormai moribondo di nome Xeone. L'imperatore Serse desidera parlargli, per sapere da lui chi fossero quegli intrepidi avversari.
Inizia così il racconto di Xeone, costretto a fuggire da bambino con la cugina Diomache per l'invasione degli Argivi. Dopo aver trovato rifugio a Sparta, Xeone diventa scudiero del giovane Alessandro. Seguono anni di allenamenti duri ed estenuanti e di preparativi, perché tutti gli Spartani sanno che si dovrà pagare con un tributo di sangue la salvezza della Grecia. Lo sa bene anche il loro re Leonida, al quale è stata annunciata la profezia della sua morte. Ma questo non scoraggia i trecento Spartani ed i loro alleati Tespiesi, che anzi salvano l'armata greca a prezzo della loro stessa vita. E nel posto ove essi riposano di un sonno eterno, coperta da un alone di gloria, una lapide ricorda ancora la loro impresa con questa scritta:

## Edizioni
- Steven Pressfield, Le porte di fuoco, traduzione di Luciana Bianciardi, Rizzoli, 1999,  p. 452, ISBN 88-17-68023-0.